# Каяно, Сигэру
Сигэру Каяно (яп. 萱野 茂; 15 июня 1926 — 6 мая 2006) — японский политик и государственный деятель, был одним из последних носителей айнского языка и ведущей фигурой в национальном движении айнов в Японии. С 1994 по 1998 год был депутатом верхней палаты парламента Японии.

## Биография
Родился в долине Нибутани в г. Биратори на Хоккайдо. Рос в бедности, в семье злоупотреблявшего алкоголем отца и матери, которая напротив вела праведный буддийский образ жизни. Ко времени рождения Каяно многие айны уже утратили свой родной язык, однако, воспитанному на айнском фольклоре Каяно, традиции которого ему передала его бабушка, удалось сохранить полноценное японско-айнское двуязычие. В 1972 году Каяно, долгое время коллекционировавший исконно айнские предметы обихода, открыл в целях их экспозиции музей в Нибутани. В 1987 году он инициировал создание радиокурса айнского языка, который вёл сам. Радиопередача продолжает выходить и по сегодняшний день. В 1996 году под редакцией Каяно был издан словарь айнского языка. В 1994 году Каяно был избран в парламент Японии, став первым в его истории депутатом айнского происхождения. В 1997 году во многом благодаря ходатайствам Каяно парламент одобрил новый закон об айнах и айнской культуре («Закон для продвижения айнской культуры и распространения знаний о традициях айнов»). Также Каяно является автором около ста книг об айнах, их языке и культуре, в том числе 28 собраний айнского эпоса «юкар».